# Editora UFPR
Editora UFPR é uma editora universitária brasileira, fundada no ano de 1987, em Curitiba, sendo a editora da Universidade Federal do Paraná.

## História
A Editora UFPR, atualmente vinculada em 2023 à Pró-Reitoria de Extensão e Cultura (Proec), foi fundada oficialmente no dia 24 de março de 1987, com o nome Scientia et Labor (“Ciência e Trabalho”), emblema presente no brasão da Universidade Federal do Paraná (UFPR). Sua primeira diretora foi Leilah Santiago Bufrem. Foi sucedida por Roberto Gomes em 1989, ano em que a Editora abandonou o primeiro nome, utilizando, a partir de então, o atual.
É associada e uma das editoras fundadoras da Associação Brasileira das Editoras Universitárias (ABEU). Seu catálogo ativo conta com cerca de 500 títulos de diversas áreas do conhecimento, tendo publicado mais de 700 obras ao longo de sua história. Em 2022 foi inaugurada a nova sede de sua livraria, onde são comercializados seus títulos e os de editoras universitárias que integram o Programa Interuniversitário de Distribuição de Livros (PIDL).
A Editora UFPR ganhou evidência no mercado livreiro com os prêmios que conquistou nos últimos anos. Destaca-se o Prêmio Jabuti, concedido em 2014 pela Câmara Brasileira do Livro (CBL) ao livro A anatomia da melancolia, traduzido por Guilherme Gontijo Flores, título também agraciado pela Associação Paulista de Críticos de Arte (APCA) como melhor tradução de 2013.

## Obras premiadas
- 2023 – Prêmio ABEU – Categoria Tradução (1º lugar): As diferentes moradas das palavras: contos de escritoras em tradução. Org. de Nylcéa Pedra. Traduções de Deborah Raymann de Souza, Gisele Eberspächer, Luiz Abdala Jr., Maria Antônia Alves Meyer, Bianca Claudino, Ana Paula Shiguemoto, Everton Mitherhofer Bernardes e Fernanda Cristina Lopes.[6]
- 2023 –  Prêmio ABEU – Categoria Linguística, Letras e Artes (3º lugar): História da gramática, de José Borges Neto.[6]
- 2021 – Prêmio ABEU – Categoria Ciências Humanas (1º lugar): Imaginação como presença: o corpo e seus afetos na experiência literária, de Ligia Gonçalves Diniz[7]
- 2020 – Prêmio ABEU – Categoria Ciências Humanas (3º lugar): Bakhtin, Wallon e as linguagens dos bebês, de Viviane Maria Alessi e Marynelma Camargo Garanhani[8]
- 2019 – Prêmio ABEU – Categoria Ciências da Vida (1º lugar): O Equinócio dos Sabiás: aventura científica no seu jardim tropical, de Marcos Rodrigues[9]
- 2019 – Prêmio ABEU – Categoria Ciências da Vida (3º lugar): Reabilitação nas Ataxias: orientação multiprofissional aos pacientes, cuidadores e profissionais, de Hélio Afonso Ghizoni Teive, Lúcia Helena Coutinho dos Santos e Marise Bueno Zonta[9]
- 2019 – Prêmio ABEU – Categoria Tradução (1º lugar): Tiestes, de Lucio Aneu Seneca, tradução de José Eduardo dos Santos Lohner[9]
- 2017 – Prêmio ABEU – Categoria Ciências da Vida (3º lugar): Atlas Anatômico e Histológico do Caranguejo-Uçá, de Antonio Ostrensky, Diogo Barbalho Hungria, Gisela Geraldine Castilho-Westphal, Karin Cristina Escobar Yamashiro, Livia Blanche e Walter Antonio Boeger[10]
- 2015 – Prêmio Jabuti – Categoria Tradução (3º lugar): O Mundo Como Vontade e Representação, tomo II: Complementos Livros III- IV, Volume 2, de Arthur Schopenhauer, tradução de Eduardo Ribeiro da Fonseca[11]
- 2014 – Prêmio Jabuti – Categoria Tradução (1º lugar): A anatomia da melancolia, de Robert Burton, tradução de Guilherme Gontijo Flores[12]
- 2013 – Associação Paulista de Críticos de Arte – Melhor tradução: A anatomia da melancolia, de Robert Burton, tradução de Guilherme Gontijo Flores
- 2013 – Prêmio Jabuti – Categoria Psicologia e Psicanálise (2º lugar): Psiquismo e Vida: sobre a noção de Trieb nas obras de Freud, Schopenhauer e Nietzsche, de Eduardo Ribeiro da Fonseca[13]

## Link externo
Site oficial